# Rolf-Dieter Amend
Rolf-Dieter Amend, né le 21 mars 1949 à Magdebourg et mort le 4 janvier 2022, est un céiste allemand concourant pour la RDA.
Il prend part aux Jeux olympiques d'été de 1972 aux côtés de Walter Hofmann, en canoë biplace, une épreuve de slalom. Les deux hommes s'imposent devant les Allemands de l'Ouest et les frères Jean-Louis et Jean-Claude Olry, représentant la France.
Après sa retraite sportive, il est entraîneur. Au sein de l' ASK Vorwärts Potsdam, il suit des athlètes de très haut niveau, comme les champions olympiques Kay Bluhm et Torsten Gutsche. À partir de 1991, il entraîne l'équipe nationale masculine de kayak  et travaille également pour l'armée, dans le domaine sportif. Dans ce cadre, il supervise personnellement la préparation des champions olympiques Mark Zabel, Olaf Winter et Manuela Mucke ainsi que de sportifs tels que Tim Wieskötter et Ronald Rauhe. En sa qualité d'entraîneur national, il participe à neuf victoires olympiques.
En 2008, il est désigné entraîneur de l'année par la Confédération allemande des sports olympiques.
Rolf-Dieter Amend est marié et père de deux enfants.